# Newtype
Newtype (japonsky ニュータイプ, Njútaipu) je japonský anime časopis, který je vydáván měsíčně. Obsahem se zaměřuje i na tokusacu, mangu, japonské sci-fi, seijú a videohry. Byl spuštěn 8. března 1985 v dubnovém svazku společností Kadokawa Šoten a od té doby je pravidelně vydáván desátého dne v měsíci. V Japonsku vycházejí mimo jiné i spin-offové časopisy, jako jsou Newtype Hero a Newtype the Live, jež se zaměřují na tokusacu, a NewWORDS, jenž svým obsahem cílí na starší publikum. Existuje také několik limitovaných verzích, jako je například Clamp Newtype.
Název časopisu vychází z „Newtypes“ v časové linii Universal Century série Gundam, a to zejména z anime Kidó senši Gundam (1979) a jeho pokračování Kidó senši Zeta Gundam (1985). Newtype byl spuštěn týden po premiéře prvního dílu anime Zeta Gundam, která proběhla 2. března 1985.
V Jižní Koreji byl časopis vydáván pod názvem Newtype Korea a v Severní Americe pod názvem Newtype USA.

## Mezinárodní verze
Časopis Newtype USA obsahoval přeložené japonské i původní americké materiály. Jeho obsah zahrnoval anime, mangu, hudbu, hry, hračky a modely, interview a příspěvky od různých tvůrců a expertů. V časopise byl obsažen i bonusový materiál, plakáty, pohlednice a DVD. Newtype USA byl vydáván společností A.D. Vision, mateřskou společností distributora anime ADV Films a nakladatelství mangy ADV Manga, stále však obsahoval materiály od konkurenčních nakladatelů. První svazek časopisu byl vydán v listopadu 2002 a poslední v únoru 2008. V roce 2008 byl Newtype USA nahrazen časopisem PiQ, který před svým ukončením publikoval pouhé čtyři svazky.
Jihokorejskou verzi časopisu vydávala společnost Daiwon C.I. pod názvem Newtype Korea. První svazek se dočkal vydání v červenci 1999 a poslední v únoru 2014.

## Ocenění Newtype Anime
| Rok  | Nejlepší anime seriál                  | Nejlepší anime film                             | Nejlepší režie    | Nejlepší herec  | Nejlepší herec (vedlejší role) | Nejlepší herečka | Nejlepší herečka (vedlejší role) | Nejlepší mužská postava | Nejlepší ženská postava | Zdroje |
| ---- | -------------------------------------- | ----------------------------------------------- | ----------------- | --------------- | ------------------------------ | ---------------- | -------------------------------- | ----------------------- | ----------------------- | ------ |
| 2011 | Mahó šódžo Madoka Magika               | Gekidžóban Macross Frontier: Sajonara no cubasa | Akijuki Šinbó     | Mamoru Mijano   | Keidži Fudžiwara               | Aoi Júki         | Čiwa Saitó                       | Rintaró Okabe           | Homura Akemi            | [ 6 ]  |
|      |                                        |                                                 |                   | Nejlepší herec  | Nejlepší herec                 | Nejlepší herečka | Nejlepší herečka                 |                         |                         |        |
| 2012 | Fate/Zero                              | K-ON! film                                      | Acuši Nišigori    | Akio Ócuka      | Akio Ócuka                     | Eriko Nakamura   | Eriko Nakamura                   | Rider                   | Haruka Amami            | [ 7 ]  |
| 2013 | Útok titánů                            | Gekidžóban Steins;Gate: Fuka rjóiki no déjà vu  | Tecuró Araki      | Tomokazu Sugita | Tomokazu Sugita                | Mijuki Sawashiro | Mijuki Sawashiro                 | Rintaró Okabe           | Mikasa Ackerman         | [ 8 ]  |
| 2014 | Kill la Kill                           | The Idolmaster Movie: Kagajaki no mukógawa e!   | Acuši Nišigori    | Júki Kadži      | Júki Kadži                     | Eriko Nakamura   | Eriko Nakamura                   | Kazuto Kirigaja         | Haruka Amami            | [ 9 ]  |
| 2015 | Fate/stay night: Unlimited Blade Works | Psycho-Pass: film                               | Takahiro Miura    | Takuja Eguči    | Takuja Eguči                   | Kana Hanazawa    | Kana Hanazawa                    | Hačiman Hikigaja        | Jukino Jukinošita       | [ 10 ] |
| 2016 | Kótecudžó no kabaneri                  | Kimi no na wa.                                  | Masaharu Watanabe | Hiroši Kamija   | Hiroši Kamija                  | Inori Minase     | Inori Minase                     | Subaru Natsuki          | Rem                     | [ 11 ] |
| 2017 | Fate/Apocrypha                         | Sword Art Online The Movie: Ordinal Scale       | Takuja Igaraši    | Júičiró Umehara | Júičiró Umehara                | Mijuki Sawaširo  | Mijuki Sawaširo                  | Kazuto Kirigaja         | Asuna Júki              | [ 12 ] |
| 2018 | The Idolmaster SideM                   | Bungo Stray Dogs: Dead Apple                    | Takuja Igaraši    | Mamoru Mijano   | Mamoru Mijano                  | Kana Hanazawa    | Kana Hanazawa                    | Teru Tendó              | Kjóka Izumi             | [ 13 ] |
| 2019 | Kimecu no jaiba                        | Promare                                         | Haruo Sotozaki    | Nacuki Hanae    | Nacuki Hanae                   | Akari Kitó       | Akari Kitó                       | Tandžiro Kamado         | Nezuko Kamado           | [ 14 ] |